# Giacinto Avenati
Giacinto Avenati (né le 15 août 1809 à Turin et mort dans la même ville le 17 mars 1876)  est un général italien.

## Biographie
Giacinto Avenati est le fils du sénateur Brunone, il entre à seulement 17 ans dans la brigade Cuneo. Il est décoré de deux médailles d'argent de la valeur militaire pendant la campagne d'indépendance de 1848. Par la suite, en 1859 il reçoit le commandement du 12e régiment d'infanterie, Brigata Casale, de la division Cucchiari, il est décoré de la croix militaire de Savoie et de la légion d'honneur.
En 1860 il est promu major-général et il commande durant la  bataille de Castelfidardo d'abord le 9e régiment, méritant la médaille d'argent, puis le 10e obtenant celle d'or.
En 1860, il est envoyé à l'assaut de la citadelle de Messine, qui se rend seulement le 12 mars 1861, après des mois de résistance des troupes des deux-Siciles contre l'envahisseur. La même année, il a fait commandeur de l'Ordre militaire de l'Italie.
De 1862 en 1865 il est lieutenant général pour la répression du Brigandage en Basilicate.

## Sources
- (it) Cet article est partiellement ou en totalité issu de l’article de Wikipédia en italien intitulé « Giacinto Avenati » (voir la liste des auteurs).